# Соревнования претендентов по международным шашкам
Соревнования претендентов по международным шашкам — турниры и матчи, проводившиеся под эгидой ФМЖД, по результатам которых определялся соперник действующего чемпиона мира в матче за чемпионский титул. Официальный перечень претендентских соревнований имеется на сайте ФМЖД.

## История проведения
Первые официальные матчи претендентов были проведены в 1936 - 37 годах, то есть, ещё до того, как проведение мирового первенства взяла в свои руки ФМЖД. По соглашению между французской и нидерландской шашечными федерациями чемпион Нидерландов (а в 1936 году им был Рейнир Келлер) имел право бросить вызов на матч чемпиону миру. Но в 1936 году к игре в шашки возвратился экс-чемпион мира Бенедикт Шпрингер, и Келлер по договорённости с нидерландской шашечной федерацией (KNDB) выразил согласие поставить своё право вызова на кон матча между ним и победителем матча между Шпрингером и чемпионом Бельгии Леоном Вессеном. Таким образом, были сыграны два претендентских матча. Шпрингер последовательно победил в матчах Вессена (+7 -0 =3) и Келлера (+1 -0 =9) и завоевал право на матч с чемпионом мира Морисом Райхенбахом.
В 1951—1974 годах турниры претендентов проводились на регулярной основе в составе четырёхлетних циклов розыгрыша звания чемпиона мира. Всего в эти годы было проведено восемь турниров претендентов ("Challenge Mondial"; в советской шашечной литературе их иногда ещё называли "кубками мира"). В них допускались национальные чемпионы стран, входящих в ФМЖД, и участники, персонально приглашенные федерацией.
После перехода в 1974 году на двухлетний цикл розыгрыша звания чемпиона мира, система розыгрыша чемпионского титула изменилась, и проведение турниров претендентов было прекращено. Право на матч с чемпионом мира стал получать спортсмен, завоевавший второе место в чемпионате мира, а в случае дележа второго места стали проводиться дополнительные соревнования, которые также включены ФМЖД в официальный перечень претендентских соревнований, проводившихся под её эгидой. Так в 1989 году был проведён матч претендентов между Тоном Сейбрандсом и Анатолием Гантваргом, поделившими второе место в чемпионате мира 1988 года. В 1991 году аналогичный матч между Сейбрандсом и Гунтисом Валнерисом не состоялся из-за отказа Сейбрандса, и Валнерис был объявлен победителем соревнования претендентов. В 1993 году был проведён матч-турнир между тремя шашистами, поделившими второе место в чемпионате мира 1992 года. В 1995 году ФМЖД провела по нокаут-системе матчи претендентов с участием восьми гроссмейстеров. Победитель (Александр Балякин) получил право на матч с экс-чемпионом мира Алексеем Чижовым, и только победитель матча между ними (Чижов) получил право на матч с чемпионом мира Валнерисом.
В 1997 и 2002 годах снова были проведены турниры претендентов. В обоих случаях финальному круговому турниру из восьми претендентов предшествовали квалификационные соревнования по швейцарской системе. В дальнейшем ФМЖД отказалась от проведения турниров претендентов из-за трудностей в поисках спонсоров для соревнования, в котором непосредственно не разыгрываются какие-либо титулы.
В официальный перечень претендентских соревнований ФМЖД включён матч-турнир трёх гроссмейстеров за звание чемпиона мира 2003 года из-за того, что в нём помимо чемпиона мира определялся и его будущий соперник по матчу, которым стал Алексей Чижов, занявший в матч-турнире второе место. По той же причине в официальный перечень претендентских соревнований ФМЖД включены чемпионаты мира 2005 и 2007 годов, а их победителем числится экс-чемпион мира Александр Георгиев. В нижеприведённую таблицу чемпионаты 2003, 2005 и 2007 годов не включены, так как они не представляли собой самостоятельного претендентского соревнования.

## Перечень соревнований претендентов 1936—2002 годов
| Год       | Победитель         | Второе место                  | Место проведения                           | Форма соревнования                                               |
| 1936-1937 | Бенедикт Шпрингер  | Рейнир Келлер                 |                                            | матчи; в финале матч с Рейниром Келлером (+1 -0 =9)              |
| 1951      | Рейнир Келлер      | Жорж Мальфрей                 | Париж (Франция)                            | турнир                                                           |
| 1954      | Вим Гюйсман        | Андре Гиньяр                  | Южная Голландия (Нидерланды)               | турнир                                                           |
| 1958      | Исер Куперман      | Мишель Изар                   | Роттердам (Нидерланды)                     | турнир                                                           |
| 1959      | Герт ван Дейк      | Оскар Ферпост                 | Монте-Карло (Монако)                       | турнир                                                           |
| 1962      | Баба Си            | Мишель Изар Вим де Йонг       | Льеж (Бельгия)                             | турнир                                                           |
| 1966      | Андрис Андрейко    | Тон Сейбрандс                 | Алес (Франция)                             | турнир                                                           |
| 1970      | Исер Куперман      | Тон Сейбрандс                 | Монте-Карло (Монако)                       | турнир                                                           |
| 1974      | Исер Куперман      | Харм Вирсма Анатолий Гантварг | Тбилиси (СССР)                             | турнир                                                           |
| 1989      | Тон Сейбрандс      | Анатолий Гантварг             | Девентер (Нидерланды)                      | матч с Анатолием Гантваргом (+1 −0 =5)                           |
| 1991      | Гунтис Валнерис    | Тон Сейбрандс                 |                                            | матч с Тоном Сейбрандсом (не состоялся)                          |
| 1993      | Харм Вирсма        | Александр Балякин             | Surhuisterveen (Нидерланды)                | матч-турнир                                                      |
| 1995-1996 | Алексей Чижов      | Александр Балякин             | Красноярск (Россия), Херенвен (Нидерланды) | матчи; в финале матч с Александром Балякиным (+3 сета, −0 сетов) |
| 1997      | Александр Шварцман | Игаль Койфман                 | Стадсканал (Нидерланды)                    | турнир                                                           |
| 2002      | Александр Георгиев | Александр Гетманский          | Якутск (Россия)                            | турнир                                                           |